# Santasaari
Santasaari est une île de l'archipel finlandais à Kimitoön en Finlande.

## Géographie
Située à environ  24 kilomètres au sud de Turku, l'île est située dans le coin nord-ouest de l'île de Kimito dont elle séparée  par un étroit détroit en raison du rebond post-glaciaire. 
La superficie de Santasaari est de 7,25 kilomètres carrés et sa plus grande longueur est de  3,9 kilomètres dans la direction nord-sud,.
Santasaari abrite le manoir de Sandö et la zone de loisirs de la municipalité de Lieto.